# Quartier de Grenelle

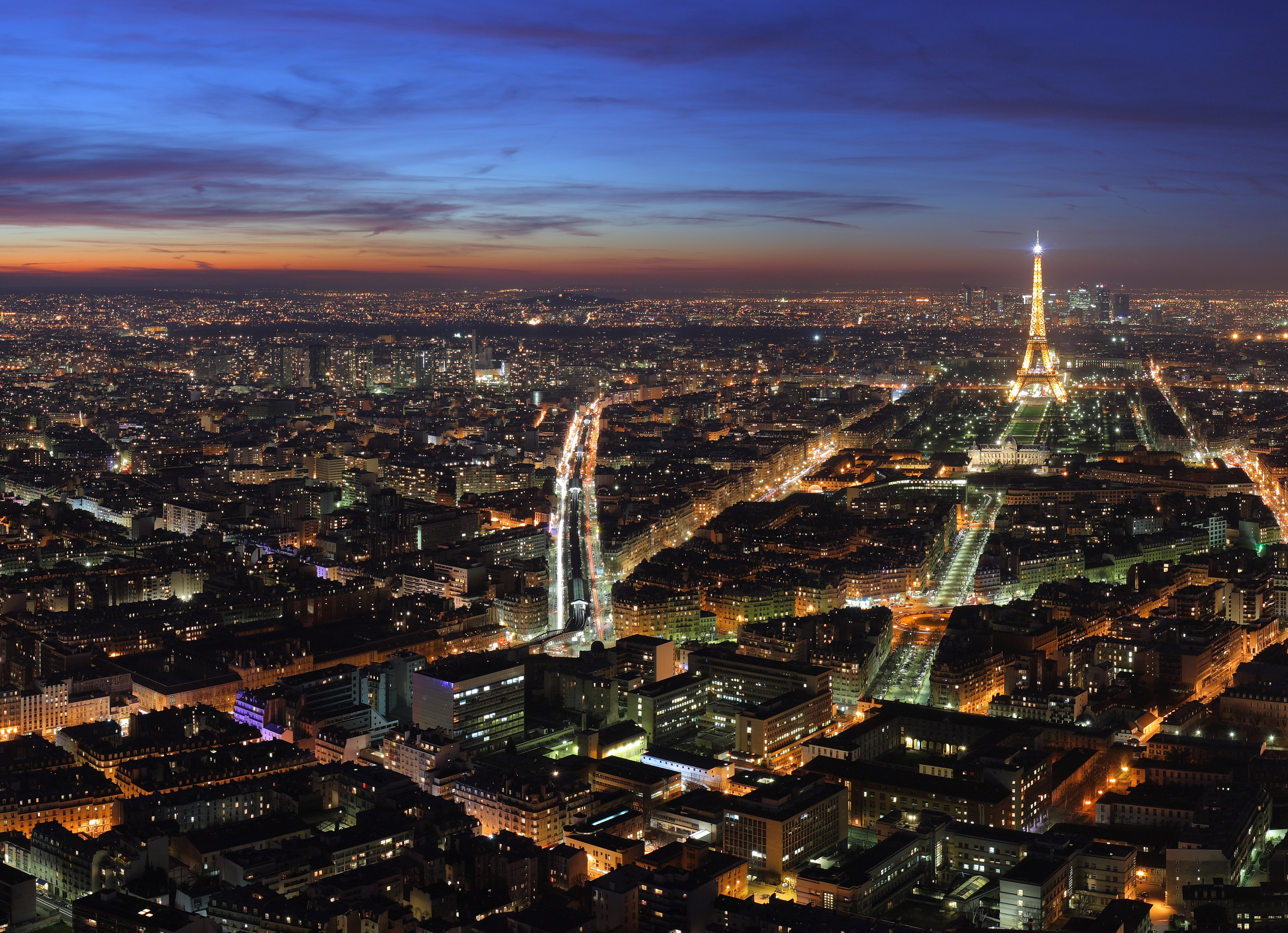
Pohled na čtvrť z Tour Montparnasse

Quartier de Grenelle (čtvrť Grenelle) je 59. administrativní čtvrť v Paříži, která je součástí 15. městského obvodu. Má rozlohu 147,8 ha a její hranice tvoří řeka Seina na severozápadě (včetně ostrova Cygnes), ulice Avenue de Suffren na severovýchodě, Avenue de Lowendal a Rue de la Croix-Nivert na jihovýchodě a Rue des Entrepreneurs a Rue Linois na jihozápadě.

## Historie
Čtvrť nese jméno bývalé obce Grenelle, která se v roce 1830 osamostatnila od obce Vaugirard, avšak roku 1860 byla připojena k Paříži.
Oblast rozkládající se na levém břehu řeky Seiny od dnešní Invalidovny až k městu Issy-les-Moulineaux byla dlouho neobydlená planina. Na počátku 19. století podnikatel Jean-Léonard Violet rozdělil pozemky a vytvořil vesnici Beaugrenelle, která se stala základem pozdější obce a dnešní čtvrti.
V 70. letech 20. století byl podél Seiny postaven soubor výškových budov, vedle Tour Montparnasse jediných na území Paříže.

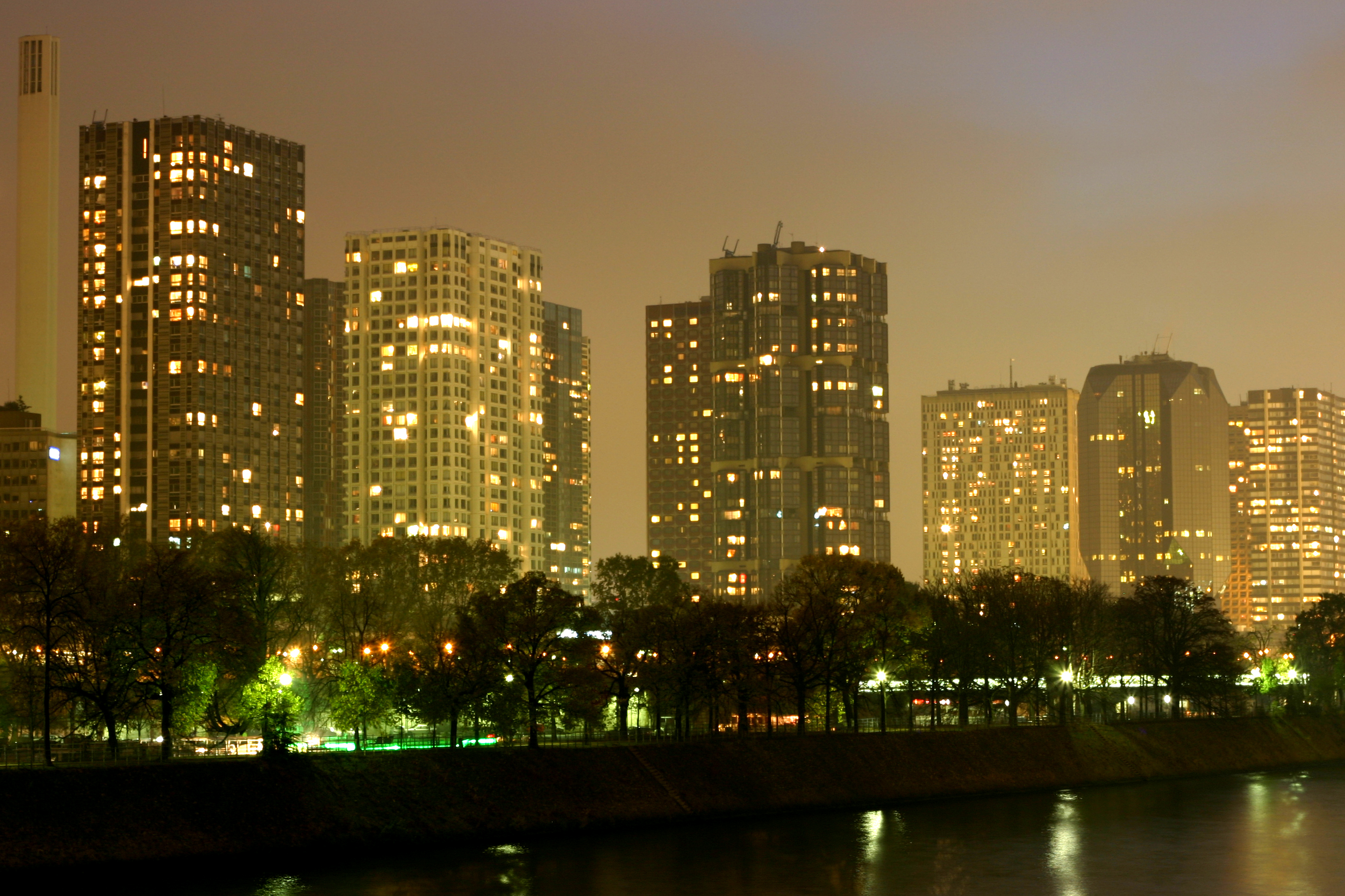
Výškové budovy Front-de-Seine na nábřeží

## Vývoj počtu obyvatel
| Rok sčítání | Počet obyvatel | Hustota zalidnění (ob./km²) |
| ----------- | -------------- | --------------------------- |
| 1954        | 60 190         | 40 724                      |
| 1962        | 56 363         | 38 135                      |
| 1968        | 54 230         | 36 691                      |
| 1975        | 48 765         | 32 994                      |
| 1982        | 47 256         | 31 973                      |
| 1990        | 46 033         | 31 145                      |
| 1999        | 47 411         | 32 078                      |